# Export Helpdesk
El Export Helpdesk es un sitio web de la Comisión Europea para informar a las empresas de países en desarrollo sobre cómo exportar a la Unión Europea. 
Gratuito y de fácil utilización, este servicio proporciona información a los exportadores sobre los requisitos legales y fiscales que sus productos deben cumplir para venderse en la Unión Europea. También aparecen detallados los aranceles a pagar por producto y país y los acuerdos comerciales que la Unión Europea (UE) tiene con cada país sobre disminución de aranceles. 
La principal ventaja de este servicio es que el utilizador busca la información pertinente a su propio producto y su propio país. El resultado es una lista practica de requisitos que un producto tiene que cumplir para ser exportado a la UE (por ejemplo, tasa de pesticidas, control sanitarios, etc), cuanto tiene que pagar de taxas aduaneras, y cuanto economiza porque su país tiene un acuerdo preferencial de comercio con la Unión Europea. Por ejemplo, los Acuerdos Económicos de Partenariado (AEP), el Generalized System of Preferences (GSP), etc.
También, en la sección estadísticas, se pueden extraer los flujos comerciales entre cualquier país y la Unión Europea producto por producto.

## Historia
La Unión Europea representa el mayor mercado único del mundo y es, con diferencia, el socio comercial más importante de los países en vías de desarrollo. La UE brinda a estos países una amplia gama de acuerdos comerciales preferenciales que les permite disfrutar de la máxima apertura de acceso al mercado europeo. No hay otras grandes economías que ofrezcan condiciones de acceso similares. Con ello, la UE demuestra su voluntad de poner el comercio al servicio del desarrollo no solo de forma teórica, sino también en la práctica. La UE está convencida de que sus acuerdos comerciales preferenciales contribuyen a que los países en desarrollo establezcan vínculos más sólidos entre sus economías y el comercio mundial.
A pesar de estos esfuerzos y de un amplio acceso libre de cuotas y aranceles para la mayoría de los países en vías de desarrollo, los exportadores siguen enfrentándose a requisitos técnicos muy específicos a la hora de aprovechar al máximo las posibilidades de exportación. Sin embargo, muchos de estos obstáculos pueden superarse con más información sobre las posibilidades de acceso al mercado de la UE. Por ello, en 2004 se creó un servicio web denominado «Export Helpdesk» que actúa como punto único de información sobre las exportaciones a Europa.
En 2010, el «Export Helpdesk» ha crecido pasando de cuatro idiomas (inglés, francés, español y portugués) a seis (árabe y ruso).
El equipo del Export Helpdesk está coordinado por Ines Escudero Sánchez.